# Огнян Кьосовски
Огнян Кьосовски е български рок и пънк барабанист.
Роден е през 1969 година в София. През 1982 – 1987 година свири в арт рок групата „Орион“, сред основателите на която е брат му Валери Кьосовски, по-късно участник в „Кълчър Шок“. От 1991 година Огнян Кьосовски е барабанист на популярната група „Контрол“. Участва и в други проекти като „Чувал чувал“ (1995 – 1998), „Соларис“ (2008 – 2011), „Естраден преврат“.